# کایلی بانبری
کایلی بانبری (انگلیسی: Kylie Bunbury؛ زادهٔ ۳۰ ژانویهٔ ۱۹۸۹) بازیگر اهل کانادا است. وی از سال ۲۰۱۰ میلادی تاکنون مشغول فعالیت بوده‌است.
از فیلم‌ها یا مجموعه‌های تلویزیونی که وی در آن‌ها نقش داشته‌است، می‌توان به پرام ، شب بازی، زیر گنبد، روزهای زندگی ما، پرستار و پادشاه توت اشاره نمود.